# 권석준
권석준(1985년 3월 21일 ~ ) 은 프놈펜국제예술대학의 교수이자 대한민국의 호른 연주자이다.

## 생애
서울대학교 음악대학에서 호른을 전공하면서 정부 주관 해외파견콩쿨 금관 부문 대상을 받았고 청주시립교향악단 호른 수석단원으로 활동하였으며 이후 한국예술종합학교 대학원 재학 중 코리안심포니오케스트라 호른 수석단원으로 활동하다가 미국으로 유학해 뉴욕시립대학교 퀸스컬리지대학원 호른, 리 대학에서 지휘를 전공했
다. 2015년 1월 캄보디아 프놈펜국제예술대학 관악 및 지휘 부문 최연소 교수로 임용되면서“내 모든 음악적 지식과 경험을 젊은 캄보디아 음악인들과 공유하고 싶다"는 소감을 밝혔다.

이며 미국 Asian Society of Arts New York 의 스폰으로 O-1 Visa를 받아 전속 아티스트로 활동

## 학력
- 2001년 ~ 2004년 서울예술고등학교
- 2004년 ~ 2008년 서울대학교 호른 학사
- 리대학교 대학원 지휘과 석사
- 2012년 ~ 2013년 뉴욕시립대학교 퀸스컬리지대학원 호른 석사
- 한국예술종합학교 대학원 호른 석사

## 경력
- 2015년 1월 ~ 캄보디아 프놈펜국제예술대학 관악과 교수
- 2013년 11월 아시아 예술 학회 호르니스트
- NP 오케스트라 상임지휘자
- 코리안심포니오케스트라 호른 수석단원
- 청주시립교향악단 호른 수석단원

## 수상
- 2005년 제24회 해외파견 콩쿠르 금관부문 1위
- 2004년 제44회 동아음악콩쿠르 호른부문 2위
- 2003년 제16회 학생음협콩쿠르 호른부문 1위
- 2002년 제3회 스포츠투데이 미국 베데스다대학교 음악콩쿨 관악 금관 고등부 1위
- 2001년 제5회 국민일보 한세대학교 음악콩쿠르 목관부문 2위